# Santos Montoya Torres
Santos Montoya Torres (ur. 22 czerwca 1966 w Solana del Pino) – hiszpański duchowny katolicki, biskup Calahorry i La Calzada-Logroño od 2022.

## Życiorys
Święcenia kapłańskie otrzymał 18 czerwca 2000 roku i został inkardynowany do archidiecezji madryckiej. Przez wiele lat pracował w stołecznym niższym seminarium jako wychowawca, wicedyrektor oraz dyrektor. W 2012 mianowany proboszczem madryckiej parafii bł. Marii Anny od Jezusa.
29 grudnia 2017 papież Franciszek mianował go biskupem pomocniczym archidiecezji madryckiej, ze stolicą tytularną Horta. Sakry udzielił mu 17 lutego 2018 kardynał Carlos Osoro.
12 stycznia 2022 został mianowany ordynariuszem diecezji Calahorra i La Calzada-Logroño. 5 marca 2022 kanonicznie objął urząd.